# WASP-45
WASP-45とは、約701光年 (215パーセク) 離れた位置に存在するK型主系列星である。WASP-45の年齢は特定できていないが、おそらく太陽よりも古い恒星であると考えられている。しかし、WASP-45は太陽に比べて重元素の割合が高く、太陽の240%である。
WASP-45は紫外線放射が低いため黒点活動は少ないと思われるが、彩層活動があることが報告されている。
4.4秒角離れた位置に伴星が存在していることが知られており、これは主星と伴星の間の距離が929 au であることを意味している。
| 太陽 | WASP-45   |
| ---- | --------- |
| 太陽 | Exoplanet |

## 惑星系
2011年に、トランジット法を用いてホット・ジュピターに分類される太陽系外惑星であるWASP-45bが検出された。WASP-45bの平衡温度は 1170±24 K である。惑星の大気からはレイリー散乱は検出されておらず、もやや高層雲層が存在していることが示唆されている。
| 名称 （恒星に近い順） | 質量                  | 軌道長半径 （天文単位）  | 公転周期 (日) | 軌道離心率 | 軌道傾斜角    | 半径                  |
| --------------------- | --------------------- | ------------------------ | ------------- | ---------- | ------------- | --------------------- |
| b                     | 1.018+0.046 −0.045 MJ | 0.04089+0.00065 −0.00069 | 3.1260876(35) | <0.043     | 84.686±0.098° | 0.978+0.026 −0.024 RJ |